# شارون شیلی
شارون شیلی (انگلیسی: Sharon Sheeley؛ ۴ آوریل ۱۹۴۰ – ۱۷ مهٔ ۲۰۰۲) ترانه‌نویس اهل ایالات متحده آمریکا بود. او در طول حرفه خود با هنرمندانی مانند گلن کمپل، ریکی نلسون و نامزد سابق خود ادی کوچران همکاری کرده بود.